# Chelipoda petiolata
Chelipoda petiolata är en tvåvingeart som beskrevs av Yang 1987. Chelipoda petiolata ingår i släktet Chelipoda och familjen dansflugor. Inga underarter finns listade i Catalogue of Life.